# Harrie Lavreysen
Harrie Lavreysen (Luyksgestel, 14 de março de 1997) é um ciclista neerlandês que compete na modalidade de pista, espacialista nas provas de velocidade.
Ganhou sete medalhas no Campeonato Mundial de Ciclismo em Pista entre os anos 2017 e 2020, e seis medalhas no Campeonato Europeu de Ciclismo em Pista entre os anos 2017 e 2019. Nos Jogos Europeus de 2019 obteve três medalhas, duas de ouro e uma de prata.
Conquistou dois ouros nas provas de velocidade em Tóquio 2020, um por equipes ao lado de Roy van den Berg e Jeffrey Hoogland, estabelecendo o recorde olímpico de 41 segundos e 369 milésimos, e outro no individual.

## Medalhas em competições internacionais
| Campeonato Mundial | Campeonato Mundial        | Campeonato Mundial | Campeonato Mundial     |
| Ano                | Lugar                     | Medalha            | Competição             |
| ------------------ | ------------------------- | ------------------ | ---------------------- |
| 2017               | Hong Kong (China)         | Medalha de prata   | Velocidade individual  |
| 2017               | Hong Kong (China)         | Medalha de prata   | Velocidade por equipas |
| 2018               | Apeldoorn (Países Baixos) | Medalha de ouro    | Velocidade por equipas |
| 2019               | Pruszków (Polônia)        | Medalha de ouro    | Velocidade individual  |
| 2019               | Pruszków (Polônia)        | Medalha de ouro    | Velocidade por equipas |
| 2020               | Berlim (Alemanha)         | Medalha de ouro    | Velocidade por equipas |
| 2020               | Berlim (Alemanha)         | Medalha de ouro    | Keirin                 |
| Jogos Europeus     |                           |                    |                        |
| Ano                | Lugar                     | Medalha            | Competição             |
| 2019               | Minsk (Bielorrússia)      | Medalha de ouro    | Velocidade por equipas |
| 2019               | Minsk (Bielorrússia)      | Medalha de ouro    | Keirin                 |
| 2019               | Minsk (Bielorrússia)      | Medalha de prata   | Velocidade individual  |
| Campeonato Europeu |                           |                    |                        |
| Ano                | Lugar                     | Medalha            | Competição             |
| 2017               | Berlim (Alemanha)         | Medalha de bronze  | Velocidade por equipas |
| 2018               | Glasgow (Reino Unido)     | Medalha de ouro    | Velocidade por equipas |
| 2018               | Glasgow (Reino Unido)     | Medalha de bronze  | Velocidade individual  |
| 2019               | Apeldoorn (Países Baixos) | Medalha de ouro    | Velocidade por equipas |
| 2019               | Apeldoorn (Países Baixos) | Medalha de ouro    | Keirin                 |
| 2019               | Apeldoorn (Países Baixos) | Medalha de prata   | Velocidade individual  |